# Benson (Vermont)
Benson es un municipio del condado de Rutland, Vermont, Estados Unidos. Tiene una población estimada, a mediados de 2021, de 963 habitantes.

## Geografía
Está ubicado en las coordenadas 43°42′36″N 73°18′11″O / 43.71000, -73.30306 (43.710063, -73.302976).

## Demografía
Según la Oficina del Censo, en 2000 los ingresos medios de los hogares eran de $38,224 y los ingresos medios de las familias eran de $40,833. Los hombres tenían ingresos medios por $31,488 frente a los $21,146 que percibían las mujeres. Los ingresos per cápita eran de $15,931. Alrededor del 12.1% de la población estaba por debajo del umbral de pobreza.
De acuerdo con la estimación 2017-2021 de la Oficina del Censo, los ingresos medios de los hogares son de $54,766 y los ingresos medios de las familias son de $77,500. Alrededor del 10.7% de la población está por debajo del umbral de pobreza.